# Rio Calçado
O rio Calçado é um curso de água do estado do Espírito Santo, Brasil. É um afluente pela margem esquerda do rio Itabapoana, apresenta 37 km de extensão e drena uma área de 205 km².
O principal formador do rio Calçado é o córrego Pouso Alto, que nasce no município de São José do Calçado. Sua nascente situa-se a uma altitude de 960 metros na serra de Santa Catarina. Ao receber as águas do córrego do Pavão e do córrego Murici, passa a chamar-se rio Calçado. Após atravessar a zona urbana de São José do Calçado, o rio Calçado passa a marcar o limite entre esse município e o de Bom Jesus do Norte até desaguar no rio Itabapoana.